# 令嬪姜氏
令嬪姜氏（영빈강씨）（？—1483年），朝鮮世宗的後宮嬪御，本貫為晉州，父母不詳。
姜氏生年及入宮年分不詳，在世宗七年（1425）誕下庶長子李瓔。李瓔在世宗十五年（1433）封和義君。成宗十四年（1483年）正月，姜氏病逝。姜氏早年品階不詳，在世宗大王陵誌文及世宗實錄上，都只記載為宮人姜氏。
之後在英祖年間，朝廷大臣討論記載王室族譜的「璿源譜略」中有許多需要校正之處，其中探討到和義君生母，僅記載為宮人姜氏。朝廷大臣認為姜氏誕下王子有功，應得品階，但礙於並無其它來源證明，不知該如何稱呼姜氏。然而姜氏的後代子孫李汝迪稱家族流傳的古籍中記載的為「令嬪」，於是英祖同意以「令嬪」稱呼姜氏。

## 家庭
| 称谓 | 姓名          |
| ---- | ------------- |
| 丈夫 | 李祹 朝鲜世宗 |
| 儿子 | 李瓔 和義君   |
| 孙子 | 李轅 驪興君   |
| 孙子 | 李轓 驪城守   |
| 孙子 | 李軾 金蘭守   |

## 附註
1. ↑  .   [2014-05-24]. （原始内容存档于2014-05-25）.
2. ↑  .   [2014-05-24]. （原始内容存档于2014-05-25）.
3. ↑  .   [2014-05-24]. （原始内容存档于2014-05-25）.
4. ↑  .   [2020-12-16]. （原始内容存档于2014-05-24）.
5. ↑  《承政院日誌》英祖10年（1734）11月26日